# Service en porcelaine d'époque rococo
Les services en porcelaine produits pendant la période rococo, correspondant à peu près au règne de Louis XV de France de 1715 à 1774, comprenaient différentes formes ou moules de plats destinés à être utilisés pour des mets salés et sucrés. Il s'agissait notamment d'assiettes, de plateaux, de soupières, de saucières, de supports à gâteaux, d'epergnes (en), de rafraîchisseurs à vin et à crème glacée, ainsi que d'objets en porcelaine non conçus pour les services de restauration tels que les vases étagères[Quoi ?], les vases à fleurs, les vases pot-pourri, les cuvettes de toilette et les plaques incrustées dans les meubles.

## Fabrication
Deux des fabricants de services en porcelaine rococo les plus célèbres d'Europe étaient la manufacture nationale de Sèvres en France et la manufacture de Meissen en Allemagne. Alors que Sèvres travaillait presque exclusivement à l'époque rococo la porcelaine à pâte tendre, composée d'un mélange translucide d'argile, de verre et de minéraux tels que le feldspath et le Quartz, Meissen fut la première manufacture de porcelaine européenne à produire des porcelaines à pâte dure sur le modèle de la porcelaine importée d'Asie, qui contenait de l'argile, des minéraux et du kaolin, ce qui permettait à l'argile de résister à des températures de cuisson beaucoup plus élevées dans le four, produisant ainsi des plats finis plus opaques et plus résistants que ceux disponibles auparavant sur le marché intérieur.

## Ornementation

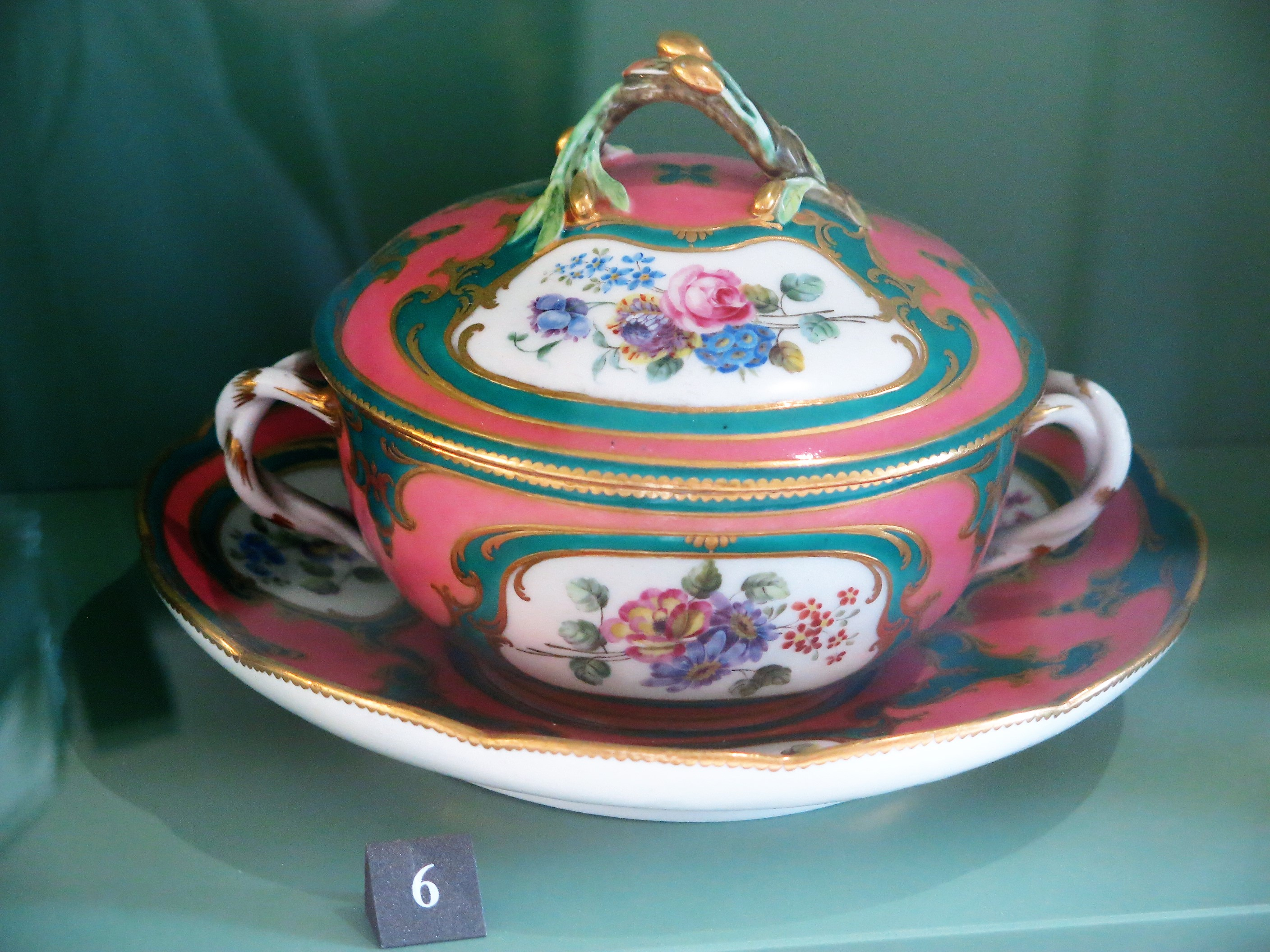
Tasse couverte en porcelaine de Sèvres, 1758. Musée du Louvre.

Les pièces de vaisselle en pâte molle produites en couleur avaient souvent deux zones de base dans le corps : les couleurs de fond, qui étaient broyées en un mélange qui était mélangé au corps vitreux de la fritte, et les réserves, qui étaient laissées vierges jusqu'à ce qu'elles soient peintes à la main et dorées après la cuisson du plat. Les couleurs de fond populaires comprenaient le bleu céleste, un bleu clair imitant la couleur du ciel, le bleu royal, un bleu foncé imitant le bleu des armoiries royales françaises, ainsi que d'autres couleurs rococo pastel telles que les roses, les verts et les jaunes[réf. incomplète]. En règle générale, les couleurs de fond constituent la majorité des zones de bordure du plat, ponctuées de zones vierges ovales ou rondes appelées réserves. Ces zones blanches au centre et sur les bords du plat formaient l'espace permettant aux artistes de peindre à la main des cartouches, ou des images, souvent calquées sur des motifs allégoriques classiques, sur le moule fini après la cuisson. Enfin, les pièces peintes allaient chez un doreur qui en ornait les bords, ainsi qu'éventuellement les bordures entre les couleurs de fond et les réserves, avec un mélange de feuilles d'or pour aboutir au produit fini. Pour les services plus coûteux, un étui en cuir rembourré était produit pour protéger chaque plat pendant le transport et le stockage[réf. incomplète].

## Plats salés
Le premier plat du repas à l'époque rococo était généralement le plat salé, composé de viandes, de ragoûts, de poissons et de sauces. Les services en porcelaine pour le plat salé comprenaient plusieurs assiettes et plats, ainsi que des plats communs tels que des soupières et des tasses à jus de viande. Les soupières étaient généralement des récipients de forme ovale avec des supports à quatre pieds posés sur des plateaux. La poignée du couvercle de la soupière indiquait souvent la garniture de la viande à l'intérieur. Par exemple, un citron ou une orange sur le couvercle de la soupière indiquait une garniture d'agrumes, tandis qu'un poireau ou un chou de Bruxelles indiquait un ragoût de légumes mélangé à du bœuf ou du chevreuil. À côté de la soupière se trouvait souvent un pot à jus de viande, souvent avec un couvercle rabattable, orné d'une poignée avec des motifs de fruits similaires à ceux de la soupière, réticulée avec un trou pour une cuillère qui était utilisée pour arroser les viandes avec le jus. Les condiments étaient stockés dans des contenants en porcelaine plus petits tels que des salières et des pots à moutarde dont la cartouche ou la couleur de fond indiquait souvent le contenu.

## Plats sucrés
Le service en porcelaine pour les plats sucrés était composé de plusieurs petits plats de service pour gâteaux, poissons[Information douteuse], glaces, bonbons et chocolats, ainsi que de quelques pièces spécialisées telles que des supports à gâteaux, des epergnes (en), des rafraîchisseurs à vin et des refroidisseurs de glaces. Lesepergnes, qui pouvaient être fabriquées en porcelaine ou en métal, comme l'argent, servaient de centre pour la table et étaient une structure arborescente composée d'un support central parfois entouré de branches avec de petites assiettes pour les friandises telles que les petits gâteaux, les bonbons et les chocolats. Les rafraîchisseurs à vin et les refroidisseurs de crème glacée étaient souvent des récipients en forme de cylindre légèrement effilés vers l'intérieur à leur base. Un revêtement en étain contenait la bouteille de vin ou la crème glacée, et une cavité entre la porcelaine et le revêtement permettait à un mélange de sel et de glace de refroidir le contenu à l'intérieur du revêtement[Pas dans la source].

## Utilisation de la porcelaine
Les porcelaines rococo étaient souvent conservées dans une vitrine ou dans l’office d'un maître d’hôtel lorsqu'elles n'étaient pas utilisées. Les pièces étaient transportées dans une cuisine chauffée, où la nourriture était disposée sur la vaisselle, avant d'être envoyées vers la salle à manger ou une autre zone de service, peut-être une chambre à coucher, une salle de bal, un ermitage ou un bâtiment de retraite. Certains palais et maisons rococo disposaient d'équipements spéciaux pour transporter les plats de la cuisine chauffante jusqu'à l'aire de service.
Un monte-charge était un ascenseur mécanique relativement simple, souvent alimenté par une poulie ou un simple mécanisme alimenté à la vapeur, qui transportait les plats de nourriture et autres ustensiles et accessoires depuis le niveau du sol, qui contenait généralement la cuisine chauffante afin que la nourriture puisse être introduite à l'intérieur depuis un cuisine extérieure, au niveau de la zone de service, où les domestiques servaient ensuite les plats aux participants dans la salle à manger.
Un système de « voleurs », ainsi nommés parce qu'ils pouvaient commettre un vol des plats de nourriture de la table à manger à la cuisine chauffante en dessous, fonctionnait de la même manière qu'un monte-plats, mais au lieu de transporter les plats de nourriture dans une armoire à l'écart de la zone de service d'où le les plats étaient ensuite distribués par les domestiques aux participants au repas, chaque service à table avait une zone creuse à l'intérieur de la table permettant de placer un ascenseur à l'intérieur de la table devant chaque siège. Sur la surface supérieure de chacun de ces ascenseurs au sein de la table, connue sous le nom de voleur, un petit tableau et un morceau de craie seraient placés pour permettre à chaque participant au repas d'écrire ses demandes de nourriture à partir du menu. Les voleurs étaient ensuite descendus de l'étage inférieur jusqu'au niveau de la cuisine chauffante, où les domestiques lisaient les commandes de menu écrites sur les tableaux, préparaient la nourriture dans des assiettes, les déposaient sur les voleurs et les remontaient jusqu'au niveau du sol. niveau de la table à l'étage supérieur. Cela évitait le besoin de domestiques dans la salle à manger ou dans une autre zone de service, ce qui pourrait être considéré comme bénéfique si les participants au repas souhaitaient une plus grande intimité, en particulier si des informations classifiées étaient discutées.[réf. nécessaire]
La vaisselle sale de la salle à manger était généralement ensuite envoyée à l'arrière-cuisine ou à la cuisine de préparation, où elle était lavée, avant d’être replacée dans la vitrine des porcelaines ou dans le garde-manger du maître d’hôtel. Parfois, la vaisselle de porcelaine appartenant à un palais, un château ou une maison était insuffisante pour servir un grand nombre d'invités lors d'un événement spécial. Dans ce cas, certains palais estampillaient leurs plats d'une marque spécifique avant de les prêter au lieu où devait se dérouler l'événement. Les marques du palais aidaient à déterminer où restituer chaque pièce une fois l'événement terminé[réf. incomplète].